# Core in Fronte
Core in Fronte è un movimento indipendentista corso creato il 21 gennaio 2018 a Corte.

## Risultati elettorali
| Elezioni       | Voti                               | Seggi  |
| -------------- | ---------------------------------- | ------ |
| Regionali 2015 | I° turno: 3.451                    | 0 / 51 |
| Regionali 2021 | I° turno: 11.282 II° turno: 16.762 | 6 / 63 |